# Correio da Manhã (Brésil)

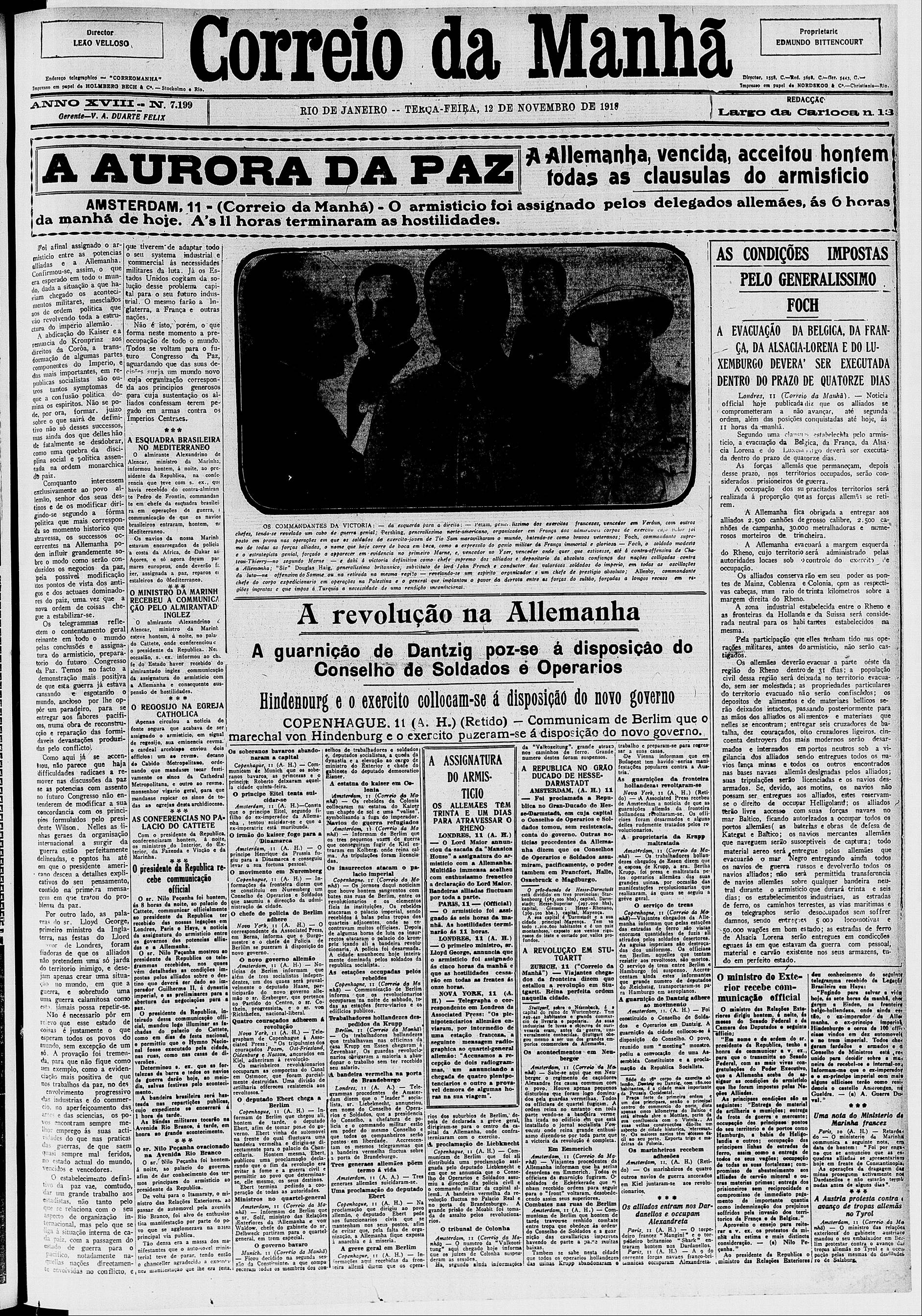

Correio da Manhã  est un journal quotidien du Brésil localisé à Rio de Janeiro diffusé de 1901 à 1974 en portugais, fondé par Edmundo et Paulo Bittencourt.

## Chroniqueurs notables
Pierre Clostermann, avant de devenir le premier as français de la Seconde Guerre mondiale (« Premier Chasseur de France » d'après le Général de Gaulle), a écrit des chroniques dans ce journal en 1937.